# Grzegorz Bociek
Grzegorz Bociek est un joueur polonais de volley-ball né le 6 juin 1991. Il mesure 2,07 m et joue attaquant. Il totalise 10 sélections en équipe de Pologne.

## Clubs
| Club                   | De        | À         |
| ---------------------- | --------- | --------- |
| Skra Bełchatów         | 2010-2011 | 2011-2012 |
| AZS Częstochowa        | 2012-2013 | 2012-2013 |
| ZAKSA Kędzierzyn-Koźle | 2013-2014 | ...       |

## Palmarès
- Ligue des champions
  - Finaliste : 2012
- Championnat de Pologne (1)
  - Vainqueur : 2011
  - Finaliste : 2012
- Coupe de Pologne (2)
  - Vainqueur : 2011, 2012
- Supercoupe de Pologne (1)
  - Vainqueur : 2012